# Lozice, Vipava
Lozice este o localitate din comuna Vipava, Slovenia, cu o populație de 258 de locuitori.